# Предположение о замкнутости мира
Предположение о замкнутости мира (англ. CWA, closed world assumption) — стратегия, при которой положительный литерал, который не является следствием формул в некоторой базе знаний, считается ложным. Данное предположение позволяет упростить систему замещением неоднозначности (есть — нет — неизвестно) дуализмом (есть — нет). Широко используется в компьютерных системах, в том числе в СУБД.
Например: имея базу знаний, состоящую из литералов
- «Вася любит собак»;
- «Женя любит кошек»;
- «Женя не любит собак»;

в логике первого порядка невозможно дать определённый ответ на вопрос, любит ли Вася кошек, поскольку невозможно доказать ни литерал «Вася любит кошек», ни «Вася не любит кошек». Но при предположении о замкнутости мира, положительный литерал «Вася любит кошек» считается ложным, что позволяет заключить, что Вася кошек не любит.

## Формальное определение в логике
Если {\displaystyle \Sigma } — множество формул, то {\displaystyle \Sigma } при наивном предположении о замкнутости мира является множеством {\displaystyle CWA(\Sigma )=\Sigma \cup \{\neg \phi :\Sigma \nvdash \phi \}}, то есть объединение {\displaystyle \Sigma } и множества отрицаний тех положительных литералов, которые не следуют из {\displaystyle \Sigma }.
При этом {\displaystyle CWA(\Sigma )} может оказаться логически противоречивым; например, если {\displaystyle p}, {\displaystyle q} положительные литералы, то {\displaystyle CWA(\{p\vee q\})=\{p\vee q,\neg p,\neg q\}}. Но если {\displaystyle \Sigma } состоит из дизъюнктов Хорна, то противоречивости не будет.
Существует ряд альтернативных предположений о замкнутости мира которые имеют форму {\displaystyle \Sigma \cup \{\neg \phi :\phi \in F\}} и отличаются определением множества {\displaystyle F}:
- GCWA (обобщённое ПЗМ, англ. generalized CWA): положительный литерал {\displaystyle \phi } является элементом {\displaystyle F} если не существует дизъюнкции положительных литералов {\displaystyle \psi } таковой, что {\displaystyle \Sigma \vdash \phi \vee \psi } но {\displaystyle \Sigma \nvdash \psi }.
- CCWA (осторожное ПЗМ, англ. careful CWA): множество положительных литералов разбивается на три части: {\displaystyle P^{+}}, {\displaystyle Q^{+}}, {\displaystyle Z^{+}}. Элементы {\displaystyle F} определяется так же, как в GCWA, но {\displaystyle \psi } является дизъюнкцией литералов из {\displaystyle P^{+}} и {\displaystyle Q^{+}} и отрицаний литералов из {\displaystyle Q^{+}}.
- EGCWA (расширенное обобщённое ПЗМ, англ. extended GCWA): то же, что и GCWA, но {\displaystyle \phi } может быть конъюнкцией положительный литералов.
- ECWA (расширенное ПЗМ, англ. extended CWA): то же, что и CCWA, но {\displaystyle \phi } может быть любой замкнутой формулой, которая не включает литералы из {\displaystyle Z^{+}}.